# パドマ・シャムシェル・ジャンガ・バハドゥル・ラナ

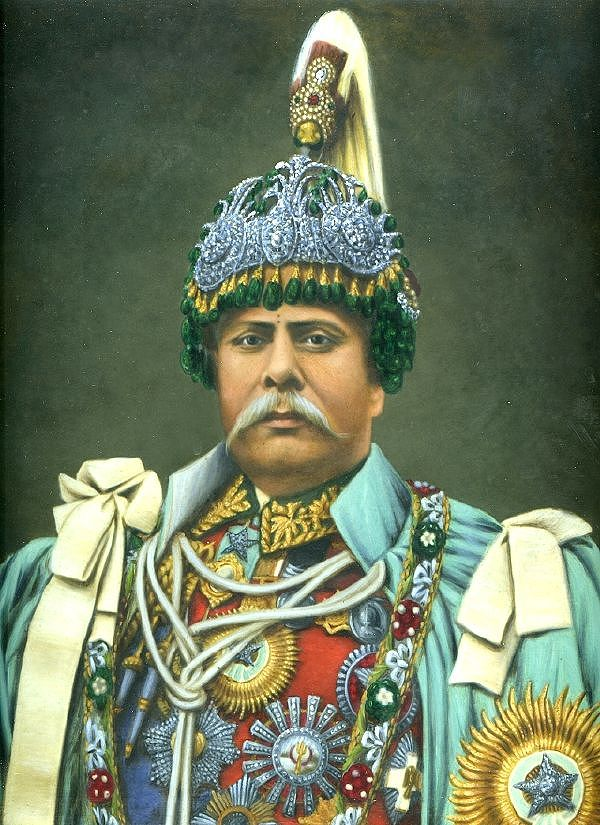
パドマ・シャムシェル・ジャンガ・バハドゥル・ラナ

パドマ・シャムシェル・ジャンガ・バハドゥル・ラナ（英語: Padma Shamsher Jang Bahadur Rana、ネパール語: पद्म समसेर जङ्गबहादुर राणा、1882年12月5日 - 1961年4月11日）は、ネパール王国の政治家、首相。1945年11月29日から1948年4月30日まで、首相を務めている。

## 生涯
1882年12月5日、ビーム・シャムシェル・ジャンガ・バハドゥル・ラナの長男として生まれた。
1945年11月29日、叔父ジュッダ・シャムシェル・ジャンガ・バハドゥル・ラナが首相の座を退いたことにより、首相となった。
だが、パドマの地位は不安定であった。というのも、ジュッダの時代に地方へ追放された彼の弟らはその反対勢力となっていた。それゆえ、孤立したパドマはチャンドラの息子モハン、ババルの支配下にあった。
そのうえ、インドにおいて反ラナ派のネパール人活動家の動きが活発になっていった。彼らはラナ家統治の排除、そしてラナ家の下で傀儡となっている国王を立憲君主とする人民政府の樹立を目指していた。ネパール国民会議派が結成されたのは1946年のことである。
1947年になると、ビラートナガルでストが発生したのを契機に、ネパール全土でも闘争が広がり、その波は首都カトマンズにまで押し寄せた。
1948年4月30日、パドマはモハン、ババルの圧力もあって、首相を辞任した。後任の首相にはモハンがなった。